# Кампо Каиманес Вијехо (Елота)
Кампо Каиманес Вијехо (шп. Campo Caimanes Viejo) насеље је у Мексику у савезној држави Синалоа у општини Елота. Насеље се налази на надморској висини од 28 м.

## Становништво
Према подацима из 2010. године у насељу су живела 4 становника.

### Хронологија
| Година       | 2000               | 2010 |
| ------------ | ------------------ | ---- |
| Становништво | 2377 (1238 / 1139) | 4    |

### Попис
| # | Индикатор                     | Вредност |
| - | ----------------------------- | -------- |
| 1 | Укупно домаћинстава           | 37       |
| 2 | Укупно насељених домаћинстава | 1        |
| 3 | Величина локације             | 1        |